# Gwoemul
Gwoemul (Coreano: 괴물; bra: O Hospedeiro, prt: The Host - A Criatura), distribuído internacionalmente como The Host, é um filme sul-coreano de 2006, dos gêneros drama, comédia, horror e ficção científica, dirigido por Joon-Ho Bong, roteirizado por Chul-hyun Baek, Joo,n-ho Bong e Won-ju Ha, musicado por Hyung-ku Kim e vencedor do Blue Dragon Awards.

## Sinopse
O filme começa quando uma criatura gerada por poluição de indústria química, emerge do rio Han em Seul, causando pânico. Uma família contra todas as possibilidades, tenta resgatar uma menina levada pela criatura, com esperança de encontrá-la viva.

## Elenco
- Byeon Hee-bong .... Park Hee-bong
- Song Kang-ho .... Park Gang-du
- Park Hae-il .... Park Nam-il
- Bae Doona .... Park Nam-joo
- Ko Ah-seong .... Park Hyun-seo
- Oh Dal-soo .... Voz do monstro
- Lee Jae-eung .... Se-jin
- Lee Dong-ho .... Se-ju
- Yoon Je-moon .... O homem sem-teto
- David Joseph Anselmo .... Donald
- Paul Lazar .... Médico americano
- Brian Lee .... Médico coreano jovem